# Habib Davanloo
Habib Davanloo (1927. október 10. – 2023. november) Montrealban, Kanadában élő és dolgozó pszichoanalitikus és pszichiáter, aki kifejlesztette az intenzív rövid dinamikus pszichoterápiát (ISTDP). A McGill Egyetem  pszichiátriaprofesszora és az International Journal of Intensive Short-term Dynamic Psychotherapy alapító szerkesztője volt.

## Tanulmányok
Habib Davanloo Iránból származott, 30 éves kora körül lett pszichiátriai rezidens a gyászoló és traumatizált betegek kezelésére szakosodott Erich Lindemann német pszichiáter irányítása alatt a bostoni Massachusetts General Hospitalban.

## Karrier
Davanloo a montreali General Hospital rövid dinamikus pszichoterápia oktatási és kutatási intézetének igazgatójaként 1962-ben kezdte fejleszteni a betegek rövid távú kezelésére szolgáló technikáját, amelynek során videofelvételeket készített és tanulmányozott az ülésekről. Később szemináriumokat tartott kutatásairól, és elérhetővé tette a videofelvételeket. 
Davanloo módszereit, amelyek egyes szerzők szerint az ödipális konfliktusok megoldásán alapultak, széles körben tárgyalták a pszichiátriai szakirodalomban, és  sok más terapeuta és módszer merített belőle és alkalmazta sikeresen. 

## Publikációk

### Könyvek
- H. Davanloo (1980) "Basic principles and technique in Short-Term Dynamic Psychotherapy", Spectrum, NY, 1978 H. Davanloo: Short-Term Dynamic Psychotherapy, J. Aronson, NY
- H. Davanloo (1990) "Unlocking the Unconscious; Selected papers of Habib Davanloo", MD, Wiley Sons, Chichester, England
- H. Davanloo (2001) "Intensive Short-Term Dynamic Psychotherapy: Selected papers of Habib Davanloo", John Wiley and Sons, Chichester, Anglia.ISBN 0471497045

### Könyvfejezetek
- H. Davanloo (1984) "Short-Term Dynamic Psychotherapy", In: Kaplan H. és Sadock B. (szerk.), "Comprehensive Textbook of Psychiatry", 4. kiadás, 29.11. fejezet, Baltimore, MD, Williams & Wilkins
- H. Davanloo (2005). "Intensive Short-Term Dynamic Psychotherapy" In: Kaplan H. és Sadock B. (szerk.), Comprehensive Textbook of Psychiatry, 8. kiadás, 2. kötet, 30.9. fejezet, 2628-2652, Lippincott Williams & Wilkins, Philadelphia

### Cikkek
- H. Davanloo (1995) "Intensive Short-Term Dynamic Psychotherapy: Spectrum of Psychoneurotic Disorders", International Journal of Intensive Short-Term Dynamic Psychotherapy, Vol. 10, 3-4, 121-155.
- H. Davanloo (1995) "Intensive Short-Term Dynamic Psychotherapy: Technique of Partial and major Unlocking of the Unconscious with a Highly Resistant Patient - Part I. Partial Unlocking of the Unconscious", International Journal of Intensive Short-Term Dynamic Psychotherapy, Vol. 10, 3-4, 157-181.
- H. Davanloo (1995) "Intensive Short-Term Dynamic Psychotherapy: Major Unlocking of the Unconscious - Part II. The Course of the Trial Therapy after Partial Unlocking", International Journal of Intensive Short-Term Dynamic Psychotherapy, Vol. 10, 3-4, 183-230.
- H. Davanloo (1996) "Management of Tactical Defenses in Intensive Short-Term Dynamic Psychotherapy, Part I: Overview, Tactical Defenses of Cover Words and Indirect Speech", International Journal of Intensive Short-Term Dynamic Psychotherapy, Vol. 11, 3, 129-152.
- H. Davanloo (1996) "Management of Tactical Defenses in Intensive Short-Term Dynamic Psychotherapy, Part II: Spectrum of Tactical Defenses", in: International Journal of Intensive Short-Term Dynamic Psychotherapy, Vol. 11, 3, 153-199.
- H. Davanloo (2001) "Intensive Short-Term Dynamic Psychotherapy: Extended Major Direct Access to the Unconscious", European Psychotherapy, Vol. 2, 1, 25-70, Cip-Medien, Muenchen

## Fordítás
Ez a szócikk részben vagy egészben  a   Habib Davanloo című angol Wikipédia-szócikk ezen változatának fordításán alapul.  Az eredeti cikk szerkesztőit annak laptörténete sorolja fel. Ez a jelzés csupán a megfogalmazás eredetét és a szerzői jogokat jelzi, nem szolgál a cikkben szereplő információk forrásmegjelöléseként.